# Tourville-sur-Sienne
 Tourville-sur-Sienne  es una población y comuna francesa, en la región de Baja Normandía, departamento de Mancha, en el distrito de Coutances y cantón de Saint-Malo-de-la-Lande.

## Geografía
Situada en la orilla norte del estuario del río Sienne.

## Demografía
| 563 | 491 | 481 | 538 | 551 | 589 |
| Para los censos de 1962 a 1999 la población legal corresponde a la población sin duplicidades (Fuente: INSEE [Consultar]) |     |     |     |     |     |

Forma parte de la aglomeración urbana de Agon-Coutainville.

## Personajes vinculados
- Anne Hilarion de Costentin de Tourville, mariscal de Francia y almirante (1642-1701)